# Colliniidae
Famille
Les Colliniidae sont une famille de Ciliés de l’ordre des Apostomatida.

## Étymologie
Le nom de la famille vient du genre type Collinia, dédié à B. Collin qui, en 1909, étudia l'une des espèces Collinia branchiarum Stein.

## Description
Cépède présente ainsi trois espèces du genre Collinia : « Ce sont des infusoires astomes (dépourvus de bouche) parasites du système circulatoire des Amphipodes et des Isopodes d'eau douce ; ils ont des stries d'insertion ciliaire très peu nombreuses. Leurs vacuoles contractiles sont en nombre variable selon la taille des individus ciliés assez polymorphes, comme Collinia circulans.

- III. Longueur 16 à 50 μm. Parasite de l'app. circ. d'Asellus aquaticus : Collinia circulans (Balbiani, 1885) Cépède, 1910. »

## Habitat et répartition
Cette famille est représentée un peu partout sur le globe par des espèces marines.

## Liste des genres
Selon le World Register of Marine Species (25 octobre 2023) et GBIF (25 octobre 2023) :
- Collinia Cépède, 1910[1].

Selon l'IRMNG (25 octobre 2023) :
- Collinia Cépède, 1910
- Pseudocollinia Gómez-Gutiérre, Strüder-Kypke, Lynn, Shaw, Aguilar-Méndez, López-Cortés, Martínez-Gómez & Robinson, 2012

Selon The Taxonomicon (25 octobre 2023) :
- Collinia Cépède, 1910
- Metacollinia Jankowski, 1980

Selon le NCBI (25 octobre 2023) :
- Collinia
- Lynnia
- Metacollinia
- Pseudocollinia

## Systématique
Le nom valide complet (avec auteur) de ce taxon est Colliniidae Cépède, 1910.